# Devapur, Chitapur
Devapur là một làng thuộc tehsil Chitapur, huyện Gulbarga, bang Karnataka, Ấn Độ.